# Polyrhachis appendiculata
Polyrhachis appendiculata é uma espécie de formiga do gênero Polyrhachis, pertencente à subfamília Formicinae.